# Clan Maclean
Pour les articles homonymes, voir Maclean.
Le clan Maclean est un clan écossais des Highlands. Il s’agit d’un des plus anciens clans de cette région, et il a d’importants territoires en Argyll dans les Hébrides intérieures. Plusieurs des premiers membres du clan sont devenus célèbres pour leur courage et leur force au combat. Ils sont impliqués dans diverses querelles avec les clans voisins comme les Mackinnon (en), les Cameron, les MacDonald et les Campbell. Ils prennent part à toutes les révoltes jacobites.

## Nom
Le nom Maclean peut avoir plusieurs origines, mais il semble dans ce cas qu’il soit issu de l’anglicisation du gaélique écossais MacGilleEathain. C’est la forme patronymique du nom signifiant « servant de saint Jean ». Ils descendraient de Loarn mac Eirc, un roi de Dalriada du Ve siècle.

## Histoire
La famille devient très puissante des Hébrides aux Highlands grâce aux allégeances à l’église catholique au IXe siècle, avec les MacDonald au XIIIe siècle et les Mackay (en) et les MacLeod au XVIe siècle. Les premiers rois d’Écosse se sont également rapprochés du clan pour leur connaissance de la mer et leur grand nombre de vaisseaux, qui ont été très utiles pour lutter contre les raids vikings au IXe siècle.

### Gilleain de la hache de guerre
Le fondateur du clan est un seigneur de guerre écossais descendant du Cenél Loairn royal et portant le nom de Gilleain na Tuaighe (« de la hache de guerre »), qui vécut entre 1174 et 1249. Les histoires selon lesquelles celui-ci descendrait des FitzGerald sont sans doute fictives, les FitzGerald étant d’origine cambro-normande, alors que les Macleans ont une ascendance gaélique, et sont arrivés en Écosse en provenance du nord-est de l’Ulster durant les premiers siècles apr. J.-C. Le grand-père de Gilleain était Dugald de Scone, né vers 1050 durant le règne de MacBeth d’Écosse, mormaer de Moray, la principale lignée royale de Cenél Loairn. Il est par la suite juge et conseiller du roi David Ier d’Écosse.
Le fils de Gilleain, Malise (du gaélique Maoliosa, « serviteur de Jésus »), a vraisemblablement pris le nom de Gillemor en 1263 et écrit son nom "Gillemor Mcilyn (« fils de Gilleain »), County of Perth" sur la troisième Ragman Roll (en) de 1296. Malise semble avoir mené ses partisans face aux Norsemen lors de la bataille de Largs en 1263 au cours de la guerre entre l’Écosse et la Norvège, de laquelle les Écossais sortent vainqueurs.
L’arrière-arrière-petit-fils de Gilleain s’établit à Mull et vers 1390, Donald, seigneur des Îles, offre des territoires à ses deux beaux-frères, ce qui marque la division du clan en deux branches principales : les Maclean de Duart et les Maclaine de Lochbuie (en) (que l’on retrouve toutes les deux sur l’île de Mull, où ces noms sont encore fréquents).

### Guerres d’indépendance écossaise
- Bataille du pont de Stirling (1297) : les Maclean s’allient à Andrew de Moray.
- Bataille de Bannockburn (1314) : ils participent à la victoire de Robert the Bruce sur Édouard II d'Angleterre.

### Conflits entre clans auXVesiècle
- Durant les XIVe et XVe siècles, plusieurs batailles opposent le clan Maclean et le clan Mackinnon[3].

- Bataille de Harlaw (1411) : le clan MacLean se bat aux côtés des Highlanders à Harlaw, près d’Inverurie dans l’Aberdeenshire le 24 juillet 1411 contre une armée de Lowlanders. Leurs ennemis sont les forces du duc d’Albany et du comte de Mar. Les MacLeans sont menés par Hector Maclean (en), leur 6e chef, qui engage un combat singulier avec le chef du clan Irvine (en), Sir Alexander Irvine. Après un combat entré dans la légende, ils meurent tous deux des blessures qu’ils se sont infligées mutuellement[2].

- Bataille de Corpach (en) (1439) : elle oppose le clan Maclean et le clan Cameron[4].

- Bataille de la baie sanglante (en) (1484) : Hector Odhar Maclean (en) est aux côtés de Jean II MacDonald, légitime seigneur des Îles et chef du clan Donald, opposé à son fils Angus II MacDonald, qui usurpe les titres de son père[2].

### Les guerres anglo-écossaises
- Bataille de Flodden Field (1513) : au cours des guerres anglo-écossaises, le clan MacLean se bat contre les Anglais à Flodden Field. Lachlan Maclean (en), 10e chef du clan, est tué. Le clan étend son influence aux autres îles des Hébrides comme Tiree et Islay[2].
- En 1560, le clan Maclean, allié au clan Mackay et au clan MacLeod, fait partie du Gallowglass, de féroces mercenaires d’origine norse-gaélique qui se battent en Irlande aux côtés du roi Shane O'Neill.
- Bataille des Hébrides extérieures (en) (1586) : elle se déroule sur l’île de Jura et oppose le clan MacDonald de Sleat (en) au clan Maclean[2],[5],[6].
- En 1588, le clan Maclean prend le château de Mingarry, siège du Clan MacDonald d'Ardnamurchan (en), à partir duquel il prend d’assaut un galion espagnol, le Florida[2].
- Bataille de Glenlivet (en) (1594) : le clan Maclean, mené par sir Lachlan Mor Maclean (en) se bat aux côtés du comte d’Argyll Archibald Campbell et du clan Campbell, contre le comte de Huntly George Gordon (en) et le clan Gordon[2].

### Lutte entre Maclean et MacDonald
- Bataille de Traigh Ghruinneart (en) (5 août 1598) : le combat se déroule entre le clan Donald et le clan Maclean sur l’île d’Islay. Le chef Lachlan Mor Maclean est tué au cours de ce combat[2],[5]. Après sa mort, son fils se venge de ses meurtriers présumés, les MacDonald, et massacre les habitants d’Islay. Ce massacre dure trois jours. Il obtient ensuite les « Letters of Fire and Sword » grâce à l’aide des MacLeod, des MacNeil et des Cameron. La querelle entre les Maclean et les Macdonald concernant Islay et Kintyre concerne surtout au départ le droit d’occuper des terres de la couronne d’Angleterre, les Rinns d'Islay (en), mais elle devient rapidement une guerre de clans fratricide, qui conduit à la destruction presque totale des deux clans. Les Maclean revendiquent le droit de détenir ses terres, mais le conseil privé (en) leur donne tort et considère que ce sont les MacDonald qui sont les véritables détenteurs de ces terres[2].

### Guerre civile
- Durant la guerre civile, sir Lachlan Maclean (en), 17e chef du clan, mène les Maclean aux côtés des royalistes lors des batailles d’Inverlochy (en), d’Auldearn (en) et de Kilsyth (en) sous les ordres de James Graham, dans une armée qui regroupe également des hommes du clan MacDonald, et d’autres alliés venus d’Irlande et menés par Alasdair MacColla. Ils sont opposés aux forces du gouvernement écossais d’Argyll du clan Campbell, mené par Archibald Campbell. Par d’adroites tactiques, la force royaliste de 1 500 hommes des MacDonald et des Maclean vainc les 3 000 hommes alignés par les Campbell d’Argyll[2].
- En 1647, le château de Duart est attaqué et assiégé par les troupes du gouvernement d’Argyll, mais elles sont mises en déroute par les troupes royalistes du clan Maclean.
- Bataille d'Inverkeithing (1651) : le clan Maclean participe à la bataille avec les royalistes. Hector Maclean (en), 18e chef du clan, trouve la mort dans la bataille[2] .
- Archibald Campbell, 9e comte, fils du 1er marquis d’Argyll, envahit les territoires du clan Maclean sur l’île de Mull, et installe des garnisons au château de Duart en 1678.
- Bataille de Killiecrankie (1689) : le clan Maclean mené par sir John Maclean (en), 20e chef, se bat pour aider John Graham, vicomte de Dundee[2].

### Révoltes jacobites auXVIIIesiècle
Durant les révoltes jacobites de 1745 et 1746, le clan Maclean soutient la maison Stuart et la cause jacobite. Sir Hector Maclean (en), vivant en exil à Paris, se rend à Édimbourg afin d'y chercher du soutien envers le prince Charles Édouard Stuart, mais est trahi et emprisonné à Édimbourg, puis à la tour de Londres. Comme il est considéré comme un citoyen français, il échappe à la peine capitale et est relâché après que la révolte est terminée. Plusieurs membres du clan sont tués dans la bataille de Culloden en 1746, Charles MacLean de Drimin étant alors à la tête du clan.

### Déclin

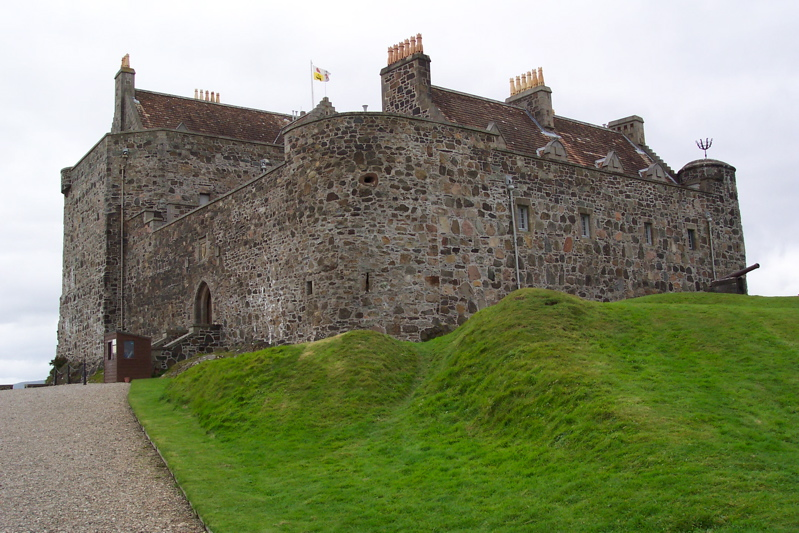
Château de Duart

Le massacre des membres du clan MacDonald à la fin du XVIIe siècle marque un tournant pour les Maclean, et les Campbell prennent possession du château de Duart et de la plupart des propriétés du clan. Toutefois, le château est réclamé et récupéré par la famille en 1911, et redevient le siège familial. Plusieurs Maclan sont dispersés à travers divers pays étrangers tels que le Canada, les États-Unis, l’Australie et la Nouvelle-Zélande.

## Châteaux

### Château de Duart
Le château de Duart sur l’île de Mull est la résidence traditionnelle des Maclean. Il y avait probablement une forteresse sur ce site depuis le début du Moyen Âge. Le château actuel est composé d’un mur de fortification entourant les bâtiments, et vraisemblablement construit pour les MacDougall de Dunollie vers 1250. Une centaine d’années plus tard, il fait partie de la dot de lady Mary Macdonald, fille du seigneur des Îles Jean Ier MacDonald, lors de son mariage avec Lachlan Lubanach Maclean (en), 5e chef du clan. Lachlan construit le grand donjon de Duart vers 1370, et des ajouts sont réalisés à la fin du XVIe et à la fin du XVIIe siècle. Duart est abandonné par les Maclean en 1691, et tombe plus tard en ruines, avant d’être restauré au XXe siècle par sir Fitzroy Donald Maclean (en), et a été le siège du chef de clan depuis sa réouverture en 1912. L’extérieur du château a été utilisé dans le film Haute Voltige avec Sean Connery (dont la mère était une Maclean) et Catherine Zeta-Jones.

### autres châteaux
- Ardgour House
- Aros Castle (Ile de Mull)
- Aros Castle (Glengarrisdale)
- Breachacha Castle
- Cairnburgh Castle
- Caisteal nan Con (près de Lochaline)
- Caisteal nan Con (Ile de Torsa)
- Castle Loch Heylipol
- Castle Spiordain
- Dochgarroch
- Drimnin Castle
- Dun Chonnuill Castle
- Eilean Amalaig Castle
- Glensanda Castle
- Château de Loch Gorm
- Château de Kinlochaline
- Strachur Castle
- Château de Tarbert
- Torloisk House

## Chef actuel
- Sire Lachlan Hector Charles Maclean (en) de Duart et Morvern, CVO, Deputy Lieutenant d’Argyll and Bute, 28e chef de clan et 12e baronnet.

### Symboles

#### Le Crest badge
Les membres du Clan Maclean montrent leur allégeance à leur chef en portant un crest badge avec un heraldic crest et un heraldic motto du chef de clan. 

#### La devise
La devise sur le badge est VIRTUE MINE HONOUR.

#### Le blason
Le blason de l’heraldic crest sur le badge est « une tour crénelée d'argent ». 

#### La plante
Longtemps avant que les badges ne soient utilisés, on dit que des plantes servaient de badges. Ces plantes étaient portées sur les bonnets, ou utilisées comme bannières et attachés à des pieux ou des lances. La plante associée aux MacLean était la camarine noire.

#### Le tartan

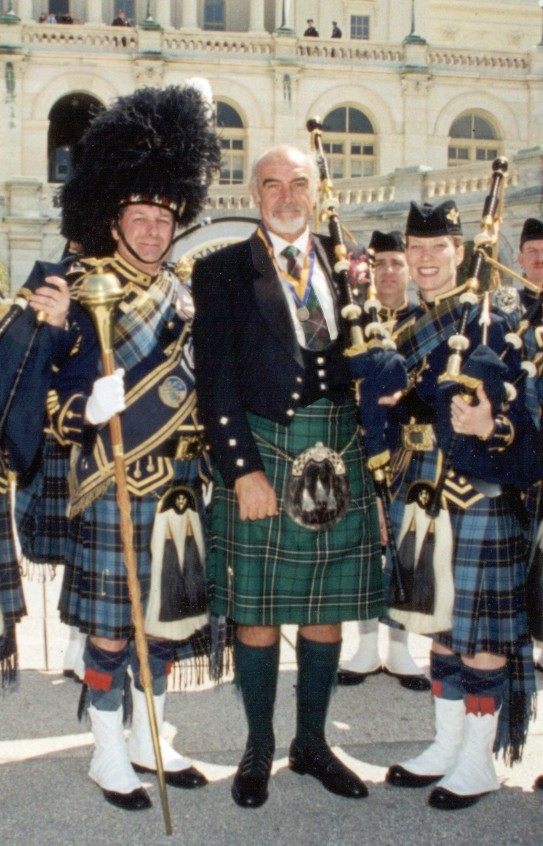
Sean Connery portant un kilt aux couleurs du tartan de chasse du Clan Maclean

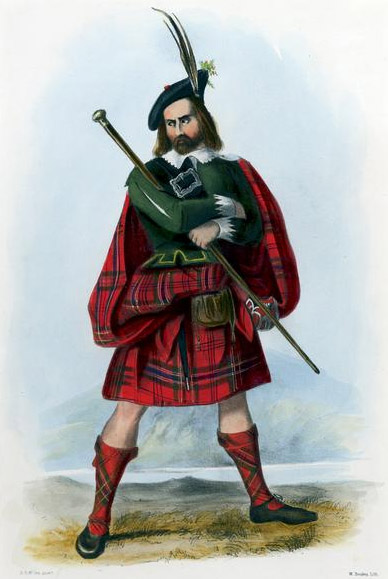
Illustration des "Mac Lean" par R. R. McIan, issue de The Clans of the Scottish Highlands, 1845

#### Slogans
On attribue deux slogans aux Clan Maclean. Les slogans étaient parfois des cris de guerre, ou servaient de cri de ralliement. Les slogans utilisés par les clans apparaissent comme une seconde devise sur les armes des chefs. Ceux des Maclean est Bàs no Beatha (“mort ou vie”) et Fear eile airson Eachuinn ("Un autre pour Hector"),

### Branches
- Maclean de Duart
- MacLean de Coll
- MacLean d'Ardgour